# Theresienstraße
Theresienstraße – stacja metra w Monachium, na linii U2. Stacja została otwarta 18 października 1980.